# 高山唐松草
高山唐松草为毛茛科唐松草属下的一个种。分布于中国的西藏、新疆等地。在亚洲北部和西部、欧洲、北美洲也有分布。

## 变种
- 柄果变种（Thalictrum alpinum var. microphyllum）
- 直梗变种（Thalictrum alpinum var. elatum）
- 毛叶变种（Thalictrum alpinum var. elatum）

## 扩展阅读
- 維基物種上的相關：高山唐松草